# Makiovití
Makiovití (Cheirogaleidae) je čeleď nejprimitivnějších primátů, poloopic, které patří mezi endemity vyskytující se jen na Madagaskaru. Čeleď má pět rodů. Někdy je rod Phaner řazen zvlášť do podčeledi Phanerinae. 

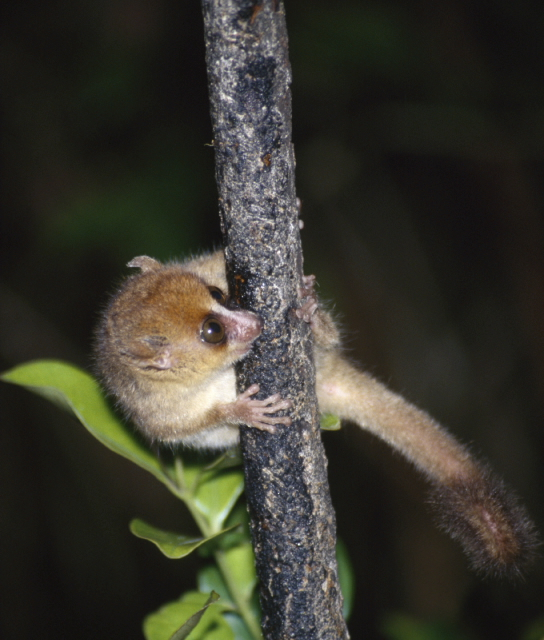
Maki červený (Microcebus rufus)

## Popis
Makiovití jsou nejmenší primáti, jsou velicí jen od 13 do 28 cm a váží od 50 do 500 gramů. Ocas mají dlouhý, u některých druhů i jeden a půl násobku délky těla. Samice mají dva až tři páry mléčných bradavek. Srst mají dlouhou a velice jemnou, na hřbetě mají barvu srsti šedou druhy žijící v listnatých lesích na západě Madagaskaru a barvu červenohnědou druhy obývající deštný prales na východě, břicho mají vždy světlejší. Oči mají přizpůsobeny nočnímu vidění. Ušní boltce jsou nápadně velké a tenké. Mají typický zubní hřebínek vytvořený z nižších řezáku a špičáků, horní špičáky mají zašpičatělé. Některé druhy mají pod základem ocasu zásobárnu tuku pro nepříznivé období sucha, které dokonce i přespávají v dutinách. Zadní nohy mají delší než přední, prsty mají paličkovitě zakončené.

## Stravování
Jsou to všežravci, jejich základní potravou jsou plody, listy, pupeny, květy, nektarem a různými výměšky rostlin, rádi se živí také hmyzem, pavouky, bezobratlými i malými obratlovci.

## Způsob života
Čeleď makiovitých jsou noční opice, které téměř celý svůj život prožívají na stromech. Výborně šplhají i skáčou, tehdy využívají dlouhého ocasu k udržení rovnováhy. Po větvích se pohybují po čtyřech, když vzácně přebíhají po zemi, činí tak po zadních nohou. Den prospí v dutinách nebo v rodinných hnízdech z větví a lián, někdy osamoceně a jindy ve skupinách. Za potravou se vydávají až po setmění a do svých spacích míst se vracejí s úsvitem.
Ačkoliv si jednotlivá zvířata shánějí potravu samostatně, žijí v podstatě v různorodých společenstvech. Někteří makiové, např. z rodu Microcebus jsou polygamní, žijí ve skupinách skládající se z několika samců i samic, jiní např. z rodu Cheirogaleus jsou monogamní, žijí v párech. Během noci tato společenstva mezi sebou živě komunikují, ať již akusticky relativně vysokým hlasem, nebo pachové pomoci moči, výkalů a sekretů z pachových žláz.

## Rozmnožování
Samice mají krátký estrální cyklus, který je označován zduřením okolí pohlavních orgánů. U polygamních druhů dochází ke spáření samice s více samci, genetické testy ukázaly, že v jednom vrhu mohou být mláďata pocházející z rozdílných samců. Po dvou až třech měsících březostí mají samice větších druhů po jednom a menší druhy po dvou až třech mláďatech, která se rodí od října do března, tj. v období vlhkého tropického léta.

## Ohrožení
Některé druhy jsou rozšířené na rozsáhlém území, ty v podstatě ohrožené nejsou, jsou docela běžné. Horší výhled do budoucna mají druhy, které jsou rozšířeny jen ostrůvkovitě, jejich populace může být snáze ohrožena změnou biotopu nutného pro přežití. Pro svou velikost, vlastně malost, nemají pro místní obyvatelé potravní význam, takže je neloví.
Podle IUCN jsou považováni za:
- téměř ohrožený druh: maki žlutohnědý,
- zranitelný druh: maki Parientův,
- ohrožené druhy: maki Bertheův, maki červenohnědý, maki sambiranský, maki zlatohnědý.[2]

## Systematika makiů
- rod Allocebus Petter-Rousseaux et Petter, 1967
  - maki chvostouchý (Allocebus trichotis) Günther, 1875
- rod Cheirogaleus É. Geoffroy, 1812
  - maki dlouhoocasý (Cheirogaleus adipicaudatus) Grandidier, 1868
  - maki popelavý (Cheirogaleus minusculus) Groves, 2000
  - maki Sibreeův (Cheirogaleus sibreei) Forsyt Major, 1896
  - maki šedý (Cheirogaleus ravus) Groves, 2000
  - maki tlustoocasý (Cheirogaleus medius) É. Geoffroy, 1812
  - maki velký (Cheirogaleus major) É. Geoffroy, 1812
  - maki zlatohřbetý (Cheirogaleus crossleyi) Grandidier, 1870
  - Cheirogaleus shethi Frasier et al., 2016
- rod Microcebus É. Geofroy, 1834
  - maki Arnholdův (Microcebus arnholdi) Louis Jr. et al., 2008
  - maki Bertheův, maki nejmenší (Microcebus berthae) Rasoloarison, Goodman et Ganzhorn, 2000
  - maki bongolavský (Microcebus bongolavensis) Kollman, 1910
  - maki červenohnědý (Microcebus tavaratra) Rasoloarison, Goodman et Ganzhorn, 2000
  - maki červený (Microcebus rufus) É. Geofroy, 1834
  - maki Danfossův (Microcebus danfossorum) Olivieri et al., 2006
  - maki Goodmanův (Microcebus lehilahytsara ) Roos et Kappeler, 2005
  - maki Jollyho (Microcebus jollyae) Louis et al., 2006
  - maki lokobský (Microcebus mamiratra) Andriantompohavana et al., 2006
  - maki MacArthurův (Microcebus macarthurii) Radespiel et al., 2006
  - Microcebus ganzhorni Hotaling, Foley, Lawrence, Bocanegra, Blanco, Rasoloarison, Kappeler, Barrett, Yoder & Weisrock, 2016
  - maki Margotin (Microcebus margotmarshae) Louis Jr. et al., 2008
  - maki Mittermeierův (Microcebus mittermeieri) Louis et al., 2006
  - maki rudohřbetý (Microcebus griseorufus) Kollman, 1910
  - maki sambiranský (Microcebus sambiranensis) Rasoloarison et al., 2000
  - maki Simmonsův (Microcebus simmonsi) Louis et al., 2006
  - maki trpasličí, maki myší (Microcebus murinus) J. F. Miller, 1777
  - maki zlatohnědý (Microcebus ravelobensis) Zimmerman et al., 1997

rod Mirza Gray, 1870
- - maki zaza (Mirza zaza) Kappeler et Roos, 2005
  - maki žlutohnědý (Mirza coquereli) Grandidier, 1867

rod Phaner Gray, 1870
- - maki kočičí (Phaner furcifer) de Blainville, 1839
  - maki Parientův (Phaner parienti) Groves et Tattersall, 1991
  - maki severní (Phaner electromontis) Groves et Tattersall, 1991
  - maki světlý (Phaner pallescens) Groves et Tattersall, 1991